# 帕拉伊苏 (派瓦堡)
帕拉伊苏是葡萄牙阿威罗区的一个堂区。总面积24.85平方公里，总人口975人，人口密度39.2人/平方公里。